# Honda Cars店
Honda Cars店（ほんだ かーずてん）は、本田技研工業の自動車販売におけるディーラー網である。
本田技研工業の連結子会社（100%出資）と地元の個人企業に分かれている。

## 概要
2006年（平成18年）3月1日にプリモ店、クリオ店、ベルノ店がそれぞれ専売車種を持つ形態から全車種併売へと移行し、名称を分ける必要性がなくなったため、7月13日に一部ディーラーを除き、名称が「Honda Cars」に統一された。
ただし各販売網の名称を統一するのみで、それぞれのディーラーは必ずしも合併するわけではない。
最初は名称変更のみを行い、同年秋頃より店舗の看板などが順次変更となっている。プリモ店の赤、クリオ店の青、ベルノ店の緑のイメージカラーから、白を基調とした看板に変わった。
2019年（令和元年）8月、「Honda Dealer Concept 2.0」により店舗のデザインを刷新することを発表。店舗の外観は白を基調とし、内部の床は木目調のデザインに変更する。また、自動車整備ピットもF1風に改める。10月に栃木県や埼玉県の店舗で試験導入した後、翌2020年（令和2年）以降、順次全国に展開。
2024年現在、ホンダではメーカー主導によるレンタカー業者の全国チェーンは展開していないが、一部地域のHonda Cars店運営会社が独自にレンタカー事業を展開している。

## 名称変更
Honda Carsへの移行に伴い、以下のように名称が変更になった。
ディーラー名には地域名が使われ、プリモ店によく見られた経営者の姓（名字）など地名以外の呼称が基本的に消滅した。地名が重複する場合は方角などを使い、区別している。店舗は「～店」に統一され「～営業所」は使われない。店舗名もディーラー名と同様重複が多く発生したため方角、地名、道路名などを使って変更された。
これらの変更によって、「Honda Cars 東京都」という店舗名も登場したが、東京都（とうきょうと）ではなく、東京都（ = ひがしきょうと、京都東部）を意味する。
ウェブサイトのURLを変更した法人もある。
旧プリモ店の店舗は施設を譲渡（旧クリオ/ベルノの販売会社）、販売会社（旧プリモ店）は解散したものが存在する。

## 販売網再編
2023年より、ホンダ直営の販売会社にて、他メーカーと同様の「地域ディーラー広域合併」を実施する。まず4月1日付けで北関東・中部・近畿・中四国の各地域において複数の直営販売会社を越境合併で1社に統合し、統合後の社名を「ホンダモビリティ（地域名）」に変更する。続いて2024年4月1日付けで南関東・東北・九州（沖縄県除く）の各地域でも越境合併・統合を実施する。
また、通常ディーラー店舗よりも設置基準を緩くして開店の初期投資を抑えた「小規模ローコスト店舗」の展開も行う。既存店舗のサテライト店としての位置づけとし、通常ディーラー店舗が出店しにくい地域に開店しやすい形態とする。

## 販売車種
奈良県・徳島県・佐賀県の3県は、新車とHonda認定中古車販売店の両方を取り扱う店舗は所在せず、新車のみの販売となる（この3県におけるHonda認定中古車を取り扱う店舗はHonda Cars・U-Selectのみ）。残りの44都道府県では、新車の他にもHonda認定中古車も取り扱う店舗がある。また、新車のみを取り扱う一部店舗でも、全国各地からHonda認定中古車を取り寄せて販売する「お取り寄せ車両」を取り扱う店舗もある。

## 別店舗展開
ORANGE DEALER（オレンジディーラー）
常に1台以上（ベスト店。マスター店は4台以上）福祉車両を展示・試乗を行っており、店舗自体もバリアフリーな作りになっていて専門知識を持ったスタッフがサポートする。
NSX PERFORMANCE DEALER（エヌエスエックスパフォーマンスディーラー）
2017年（平成29年）2月27日に発売されたNSX向けに、スーパースポーツカーのメンテナンスに必要な専用設備を備え、認定サービスエンジニアである「NSXスペシャリスト」が在籍するディーラー。

### かつての別店舗展開
顧客のニーズの変化に対し、販売チャネルを増やさず、ひとつの店舗を特定車種強化店舗として改装する形で多様化させていたが、2019年の店舗デザインリニューアルに伴い2020年3月末にて廃止とした。 
Small Store（スモールストア）
2012年（平成24年）春に登場。コンパクトカーと軽自動車を中心に扱う。女性の顧客に配慮したショールームとなっている。
QUALITY SELECT（クオリティセレクト）
2013年（平成25年）に登場。上級車種を中心に扱う。高級感あふれる店舗内装やサービスの提供により、既存店舗との差別化が図られている。